# Giuseppe Carlo Bobbi
Giuseppe Carlo Bobbi (Piacenza, 1891 – Milano, 1954) è stato uno scultore italiano.
Ha contribuito in modo significativo a valorizzare il panorama della scultura della prima metà del Novecento.
Nato a Piacenza nel 1891, qui inizia la sua formazione e matura le prime esperienze artistiche presso botteghe di liutai e laboratori di scultori cittadini.
Dopo la prima guerra mondiale, alla quale ha partecipato con riconoscimento, si trasferisce dalla "provincia" a Milano, metropoli nella quale viene a contatto con scultori di fama nazionale ed internazionale.
È in questo periodo che esprime al meglio e fa conoscere le sue rare doti di scultore e rifinitore in marmo, lavora con il grande scultore Adolfo Wildt e, dopo la sua morte, collabora con altri nomi d'avanguardia del panorama artistico nazionale quali Bonomi, Castiglioni, Giacomo Manzù, Francesco Messina, Sessa.
Durante questo periodo fortemente caratterizzato dalla produzione plastica coltiva sempre le sue prime inclinazioni dedicandosi all'arte liutaia ed al restauro. È proprio tra gli anni '30 e '50 che vengono realizzate le migliori produzioni di violini e viole, e vengono restaurati importanti ritrovamenti archeologici per il Museo Archeologico di Pavia.
Giuseppe Carlo Bobbi si spegne improvvisamente a Milano nel 1954 lasciando in eredità al figlio, Orazio Bobbi, anch'esso scultore, un patrimonio di esperienze e di passioni.